# Dammi un senso alla fine
Dammi un senso alla fine è un singolo delle cantanti italiane Sally Cruz e Rose Villain e del beatmaker italiano Mike Defunto, pubblicato il 6 dicembre 2024.

## Descrizione
Il brano, scritto dalle stesse due cantanti, è prodotto da Julien Boverod e Michele Poli, in arte Mike Defunto.

## Video musicale
Il video musicale è stato pubblicato in concomitanza all'uscita del brano attraverso il canale YouTube di Sally Cruz.

## Tracce
Testi di Alessia Rossi e Rosa Luini, musiche di Alessia Rossi, Rosa Luini, Julien Boverod e Michele Poli.
1. Dammi un senso alla fine – 2:57